# 빼재로
빼재로(Ppaejae-ro)는 경상남도 거창군 마리면마리삼거리에서 고제면빼재터널를 잇는 도로이다. 

## 주요 경유지
경상남도
- 거창군 (마리면 . 위천면 . 고제면)

## 노선
수내 교차로부터 빼재까지 구간을 제외하고 국도 제37호선에 속하므로 이 노선에 대한 별도 표기는 생략한다.
| 이름                      | 접속 노선                        | 소재지 | 소재지 | 비고                     |
| ------------------------- | -------------------------------- | ------ | ------ | ------------------------ |
| 마리삼거리                | 국도 제37호선 (거안로)           | 거창군 | 마리면 |                          |
| 진산교                    |                                  | 거창군 | 마리면 |                          |
| 마리면사무소 마리초등학교 |                                  | 거창군 | 마리면 |                          |
| 장풍삼거리                | 국가지원지방도 제37호선 (송계로) | 거창군 | 마리면 |                          |
| 장풍교 율리교             |                                  | 거창군 | 마리면 |                          |
| 당산삼거리                | 모동길                           | 거창군 | 위천면 |                          |
| 완대교                    |                                  | 거창군 | 위천면 |                          |
| 완대삼거리                | 지방도 제1089호선 (주곡로)       | 거창군 | 위천면 | 지방도 제1089호선과 중복 |
| (이름 없음)               | 지방도 제1089호선 (고재로)       | 거창군 | 고제면 | 지방도 제1089호선과 중복 |
| 금계교                    |                                  | 거창군 | 고제면 |                          |
| 신기 교차로               | 지방도 제1001호선 (송계로)       | 거창군 | 고제면 |                          |
| 수내 교차로               | 국도 제37호선                    | 거창군 | 고제면 |                          |
| 빼재                      |                                  | 거창군 | 고제면 |                          |
| 구천동로와 직결           |                                  |        |        |                          |

## 주요 건물 및 시설
- 거창마리우체국 (빼재로 14/말흘리 240-1)
- 마리면 행정복지센터 (빼재로 18/말흘리 247-4)
- 농협 수승대농협 하나로마트 마리점 (빼재로 19/말흘리 237-2)
- 농협 수승대주유소 (빼재로 19/말흘리 237-2)
- 마리초등학교 (빼재로 23/말흘리 274)
- 영산마을회관 (빼재로 145/월계리 188-2)
- 현대오일뱅크 덕유산주유소 (빼재로 1224/완대리 626-1)
- GS칼텍스 산장주유소 (빼재로 1912/개명리 1926-3)